# Casandru
Casandru (în greacă veche Κάσσανδρος, transliterat: Kássandros; c. 355 î.Hr. – 297 î.Hr.) a fost rege al regatului antic al Macedoniei, din 305 î.Hr. până în 297 î.Hr., și conducător de facto al orașelor-stat grecești din 317 î.Hr. până la moartea sa.
Fiu al lui Antipater, Casandru a fost unul dintre diadohii care s-au luptat pentru a-și împărți imperiul lui Alexandru cel Mare, după moartea acestuia în 323 î.Hr. Casandru a preluat mai târziu puterea, după ce a asasinat fiul și moștenitorul fostului rege, și anume Alexandru al IV-lea. În timpul guvernării sale, Casandru s-a concentrat pe întărirea granițelor nordice și pe dezvoltarea economică, în timp ce a fondat sau restabilit mai multe orașe. Cu toate acestea, cruzimea lui în relația cu adversarii politici complică evaluările istoricilor asupra conducerii și personalității sale.

## Origini
În tinerețe, Casandru a fost tutorat de filozoful Aristotel, la Liceul său din Macedonia, unde a învățat alături de Alexandru cel Mare într-un grup care-i includea și pe Hefestion, Ptolemeu și Lisimah. Familia sa avea legături de rudenie îndepărtate cu dinastia Argeazilor.
Casandru a sosit pentru prima dată la curtea lui Alexandru cel Mare înBabilon, în 323 î.Hr., unde a fost trimis de tatăl său, Antipater, cel mai probabil pentru a ajuta la menținerea regenței acestuia în Macedonia. Ulterior, un contemporan ostil Antipatrizilor a sugerat că fiul lui Antipater a venit în Babilon pentru a-l otrăvi pe regele macedonean. 
Casandru a părăsit curtea lui Alexandru, fie cu puțin timp înainte, fie după moartea acestuia, în iunie 323 î.Hr., fără a juca niciun rol în conflictele imediate date pe imperiu. Acesta s-a întors în Macedonia și a contribuit la guvernarea tatălui său, fiind mai târziu trimis lui Antigon, ca chiliarh, din 321 până în 320 î.Hr. 

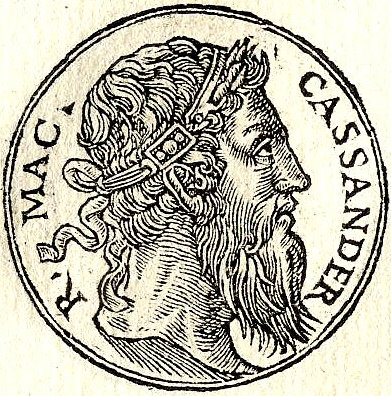
Insignă artistică reprezentându-l pe Casandru, 1553

## Diadoh al Macedoniei
Pe patul de moarte, în 319 î.Hr., Antipater a transferat regența Macedoniei nu lui Casandru, ci lui Poliperhon, posibil pentru a nu a-i alarma pe ceilalți diadohi, care ar fi crezut că dorește fondarea unei dinastii, dar posibil și din cauza ambițiilor proprii ale fiului său. Acesta a respins decizia tatălui și a căutat imediat sprijinul lui Antigon, Ptolemeu și Lisimah, aliindu-se cu aceștia. Imediat mai târziu, începe un război împotriva lui Poliperhon, în timpul căruia Casandru și-a distrus flota, a pus Atena sub controlul lui Demetriu din Falera și s-a autodeclarat regent în 317 î.Hr.
După victoria Olimpiei, mama lui Alexandru cel Mare, împotriva lui Filip al III-lea, fratele vitreg al acestuia, Casandru i-a asediat armata în Pidna. Când orașul a căzut în mâinile asediatorilor, în primăvara anului 316, Olimpia a fost ucisă, iar regele macedonean i-a închis pe Alexandru al IV-lea, fiul lui Alexandru, și pe Roxana, soția sa, la Amfipole.
În același an, Casandru s-a asociat cu argeazii prin căsătoria cu sora vitregă a lui Alexandru Macedon, Tesalonice, și prin organizarea înmormântării lui Filip al III-lea și a soției sale, Euridice, în cimitirul regal din Egea. Acesta a continuat să-și consolideze autoritatea prin întemeierea Salonicului și a Casandriei, reconstruind și Teba. Din 314 până în 310, Cassander a pornit o campanie militară spre vestul și nordul regatului său, extinzând pentru un timp teritoriul macedonean până în Apolonia Iliriei și Epidamn, dar a fost alungat de conducători locali, precum Glaucia. Puterea sa în Macedonia a rămas, totuși, bine consolidată, datorită relocării și, deci, împrăștierii puterii inamicilor învinși, dar și încurajării comerțului în regiunile din jurul polisurilor proaspăt fondate. Casandru i-a otrăvit în secret pe Alexandru al IV-lea, singurul moștenitor al lui Alexandru cel Mare și pe mama sa Roxana, fie în 310 î.Hr., fie în anul următor.
În jurul anului 309 î.Hr., Poliperhon începuse să pretindă că Heracle din Macedonia era adevăratul moștenitor al tronului macedonean, moment în care Casandru l-a mituit pe pentru a-l ucide pe pretendent, promițându-i o alianță și returnarea moșiilor sale. După această mișcare, poziția lui Casandru în Grecia și Macedonia a devenit suficient de sigură pentru a se autoproclama rege în 305 î.Hr. Diodor din Sicilia consideră că regele macedonean, Ptolemeu și Lisimah și-au declarat la unison preluarea tronurilor regatelor lor ca răspuns la propria încoronare a lui Antigon, în urma victoriei lui asupra lui Ptolemeu la Salamina în 306 î.Hr.
Între 307 și 304 î.Hr., Casandru a luptat în așa-numitul Război de Patru Ani, împotriva Atenei. În 304 î.Hr., Antigon Monoftalmul, rivalul acestuia, și-a trimis fiul, Demetriu Poliorchitul, în sprijinul Atenei și împotriva lui Casandru. Demetriu a reușit să-l alunge pe macedonean din centrul Greciei și a creat împotriva lui Liga de la Corint. În iarna anilor 303–302 î.Hr., Casandru a încercat să negocieze cu Antigon, în vederea stabilirii unui tratat de pace, dar cel din urmă a refuzat orice tratative. Prin urmare, regele s-a îndreptat din nou spre Lisimah, Ptolemeu și Seleuc, convingându-i să formeze iar coaliția din 314–311, împotriva lui Antigon.
La începutul anului 302 î.Hr., Casandru l-a trimis pe unul dintre generalii săi, Prepelau, cu o armată macedoneană, să se alăture lui Lisimah într-o invazie a teritoriului lui Antigon din Asia Mică. Antipatridul însuși a mărșăluit cu cea mai importantă armată macedoneană în Tesalia, pentru a-l împiedica pe Demetriu să înainteze în regatul său. Demetriu a invadat regiunea cu o forță superioară numeric, dar macedonenii i-au oprit înaintarea prin refuzul de a se angaja într-o luptă directă și prin întărirea pozițiilor în care se fortificaseră. 
Lisimah și Prepelau s-au bucurat de un mare succes în Asia Mică, iar Seleuc începuse să înainteze cu o armată vastă, dorind să li se alăture. Astfel, în primăvara anului 302 î.Hr., Antigon a avansat cu o armată din Siria și a intrat în Anatolia pentru a-i înfrunta, reușind să-l alunge pe Lisimah din Frigia. Dându-și, totuși, seama că războiul va trebui decis într-o bătălie majoră, Antigon și-a rechemat fiul din Tesalia. , moment în care Casandru a trimis o parte din armata sa, condusă de fratele său Pleistarh, pentru a se alătura lui Prepelau, Lisimah și Seleuc în Asia Mică. În 301 î.Hr., armatele combinate ale celor patru s-au confruntat cu armatele lui Antigon și Demetriu la Ipsus. După bătălia aferentă, în urma căreia Antigon a fost ucis, controlul lui Casandru asupra Macedoniei a devenit incontestabil. Cu toate acestea, la puțin timp după victoria finală, a murit de hidropizie în 297 î.Hr.
Dinastia lui Casandru nu a supraviețuit mult după moartea sa, fiul său Filip murind din cauze naturale, iar ceilalți fii ai săi, Alexandru și Antipater, fiind implicați într-o luptă dinastică. Când primul a fost învins în cele din urmă de fratele său, Demetriu I a acceptat cererea sa pentru susținere și l-a înlăturat pe Antipater, urmând să-l ucidă și pe Alexandru și înființând dinastia antigonizilor. Antipatrizii rămași, precum Antipater II Etesianul, și-au văzut eforturile ulterioare de a-și reinstala dinastia pe tron fără succes.

## Moștenire
Casandru s-a remarcat printre diadohi prin ostilitatea sa față de Alexandru cel Mare. Ulterior, Arrian raporta că nu putea trece pe lângă o statuie a faimosului rege fără să simtă senzația de leșin. A fost perceput ca fiind ambițios și lipsit de scrupule și chiar membrii propriei sale familii s-au înstrăinat cu timpul de el. Cu toate acestea, istorici precum John D. Grainger susțin că aceste caracterizări și anecdote se datorează mult și poveștilor răspândite de rivalii săi.
Casandru a fost responsabil pentru moartea mai multor argeazi decât oricare alt diadoh (Alexandru al IV-lea, Roxana și un presupus bastard, Heracle), permițând și ca Olimpia să fie ucisă de o adunare macedoneană. Cu toate acestea, nu a fost singurul dispus să ucidă rude ale lui Alexandru, Poliperhon și Antigon având aceeași atitudine față de dinastie, atunci când asasinatul le putea aducea beneficii clare. Din surse numismatice, Evan Pitt susține că acțiunile lui Casandru de până în 311 î.Hr. au fost motivate mai degrabă de dorința autoconservării și menținerii propriei puteri decât de vreo ambiție regală sau rivalitate față de Alexandru cel Mare. De asemenea, decizia lui Casandru de a refonda Teba, distrusă de Alexandru cu relativ puțin timp în urmă, deși percepută la acea vreme ca o blasfemie față de regele decedat, a avut probabil scopul mai pragmatic de a stabili o bază a puterii sale în Beoția.

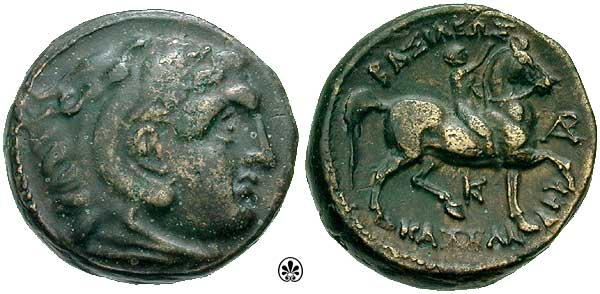
Monedă macedoneană bătută după 310 î.Hr. Avers: Alexandru sau Casandru, purtând o mantie din piele de leu. Revers: călăreț și inscripția: ΒΑΣΙΛΕΩΣ ΚΑΣΣΑΝΔΡΟΥ (Basileōs Kassandrou) - a regelui Casandru.

Ca și ceilalți diadohi, Casandru și-a însușit iconografia regală care l-ar fi putut lega de Alexandru cel Mare. Ceilalți s-au înfățișat pe ei înșiși și pe Alexandru pe monedele lor, împreună cu obiecte variate, cum ar fi coarne sau glugi din piele de elefant. Casandru a urmat modelul predecesorului său și s-a ilustrat pe el însuși sau pe regele mort, purtând o mantie din piele de leu ștampilată pe una din părțile monedelor sale. Aceste simboluri regale stabilite de Alexandru și continuate de succesorii săi imediati au stabilit tiparele numismatice pentru monedele din Marea Mediterană și vestul Asiei, rămânând influente și persistând mult timp după sfârșitul regatelor diadohilor
De asemenea, semnificativă pe termen lung a fost și refondarea Termei sub numele de Salonic, denumit după soția sa și care a devenit ulterior un oraș înfloritor sub dominațiile bizantină și otomană. Acum, este a doua cea mai mare localitate ca mărime și număr de locuitori din Grecia modernă. 
Casandru a întemeiat și orașul Antipatria din valea Asprosului, care s-a dezvoltat în Beratul modern, important centru istoric și cultural al Albaniei.